# Historia de las grandes potencias
| Potencias desaparecidas        | Continente                         | Periodo              |
| ------------------------------ | ---------------------------------- | -------------------- |
| Antiguo Egipto                 | África-Asia                        | 3100 a. C.-332 a. C. |
| Imperio babilónico             | Asia                               | 1792 a. C.‑539 a. C. |
| Estado púnico                  | África-Europa                      | 814 a. C.‑146 a. C.  |
| Imperio aqueménida             | África-Asia-Europa                 | 550 a. C.‑330 a. C.  |
| Antigua Atenas                 | Europa                             | 508 a. C.‑322 a. C.  |
| República romana               | África‑Asia‑Europa                 | 509 a. C.-27 a. C.   |
| Imperio romano                 | África‑Asia‑Europa                 | 27 a. C.-476         |
| Cultura Maya                   | América                            | 250-1697             |
| Imperio de Ghana               | África                             | 350-1240             |
| Imperio bizantino              | África‑Asia‑Europa                 | 395-1453             |
| Califato abasí                 | África‑Asia‑Europa                 | 750-1259             |
| Califato omeya                 | África‑Asia‑Europa                 | 750-1031             |
| Emirato de Córdoba             | África-Europa                      | 756-929              |
| Imperio carolingio             | Europa                             | 800-843              |
| Reino de León                  | Europa                             | 910-1230             |
| Califato de Córdoba            | África‑Asia‑Europa                 | 929-1031             |
| Sacro Imperio Romano Germánico | Europa                             | 962-1806             |
| Reino de Francia               | Europa                             | 987-1791             |
| Reino de Aragón                | Asia-Europa                        | 1035-1707            |
| Imperio almorávide             | Europa-Mediterráneo Oriental       | 1040-1147            |
| Reino de Castilla              | África-Europa                      | 1065-1230            |
| Imperio almohade               | Europa-Mediterráneo Oriental       | 1121-1269            |
| Imperio mongol                 | Asia-Europa                        | 1206-1368            |
| Corona de Castilla             | África-Europa                      | 1230-1715            |
| Imperio otomano                | África‑Asia‑Europa                 | 1281-1923            |
| Imperio azteca                 | América                            | 1325-1521            |
| Imperio chino                  | Asia                               | 1368-1644            |
| Imperio portugués              | África‑América-Asia‑Europa-Oceanía | 1415-1999            |
| Imperio español                | África‑América-Asia‑Europa-Oceanía | 1492-1976            |
| Imperio incaico                | América                            | 1438-1533            |
| Imperio mogol                  | Asia                               | 1526-1858            |
| Imperio colonial francés       | África‑América-Asia‑Europa-Oceanía | 1534-1980            |
| Imperio británico              | África‑América-Asia‑Europa‑Oceanía | 1577-1997            |
| Imperio neerlandés             | África‑América-Asia‑Europa-Oceanía | 1603-1975            |
| Imperio ruso                   | Asia-Europa                        | 1721-1917            |
| Primer Imperio francés         | Europa                             | 1804–1814            |
| Imperio del Brasil             | América                            | 1823–1889            |
| Segundo Imperio francés        | África‑América-Asia‑Europa‑Oceanía | 1852–1870            |
| Imperio austrohúngaro          | Europa                             | 1867–1919            |
| Imperio japonés                | Asia-Oceanía                       | 1868-1947            |
| Imperio alemán                 | África‑Asia‑Europa-Oceanía         | 1871-1918            |
| Imperio italiano               | África-Europa                      | 1882-1947            |
| Unión Soviética                | Asia-Europa                        | 1922-1991            |
| Alemania nazi                  | Europa                             | 1933-1945            |

La historia de las grandes potencias engloba un período comprendido desde la Edad Antigua hasta la actualidad. Los conflictos entre las potencias, como las guerras napoleónicas, las guerras mundiales y la Guerra Fría, han cambiado fundamentalmente el curso de la historia universal. La rivalidad entre las potencias a menudo también ha estimulado el desarrollo social y la modernización.
En el Viejo Mundo, se considera a Asiria y Babilonia, la Antigua China, el Antiguo Egipto, la Antigua Grecia y el Imperio Romano, la Antigua India, Persia, entre otros, como las grandes potencias de la Edad Antigua. El Imperio de Alejandro consiguió conquistar la práctica totalidad de las entidades políticas del Mediterráneo Oriental, el Próximo Oriente y el Asia Central; pero tuvo una existencia efímera, escindiéndose en una multiplicidad de reinos helenísticos competitivos.
Tras la victoria de la República romana sobre el Imperio cartaginés (siglo III a. C.) y la conquista del Egipto ptolemaico (siglo I a. C.), el Imperio romano se convirtió en la única potencia del mundo mediterráneo (Mare nostrum), mientras que en su frontera oriental tuvo que disputarse la hegemonía con el Imperio parto. El Imperio romano de Occidente se dividió entre los reinos germánicos. Mientras el Imperio Bizantino decaía con la expansión musulmana y las Cruzadas, la lucha entre los poderes universales (pontificado e Imperio) caracterizó la Edad Media en Europa occidental. La anulación mutua de ambos llevó a las monarquías feudales a transformarse en poderosas monarquías autoritarias.
En el mundo islámico, la inicial unidad se fragmentó desde el siglo VIII, produciéndose una multiplicidad de Estados (Califato omeya de Córdoba, Califato fatimí, Califato abasí, Imperio otomano, etc.). Desde China hasta Europa Oriental se produjo la expansión del Imperio mongol, prontamente fragmentado. En el subcontinente indio se desarrollaron una pluralidad de Estados competitivos, la mayor parte de los cuales se englobó en el Imperio de Asoka. En Extremo Oriente se desarrolló una gran potencia continental, el Imperio Chino.
A partir de la Edad Media y en la posterior Edad Moderna, en Europa, las primeras potencias fueron varios de los antiguos Estados italianos (como las repúblicas marítimas de Amalfi, Génova, Pisa y Venecia; el Ducado de Milán, los Estados Pontificios o el Gran Ducado de Toscana, así como las llamadas comunas o ciudades-estado italianas), España y Portugal; luego, el poder pasó a Francia y posteriormente al Reino Unido, así como a Alemania, Austria-Hungría, Dinamarca, Holanda, Italia, Polonia, Rusia, Suecia y Turquía. En el Nuevo Mundo, se destacan el Imperio Azteca, el Imperio Incaico y la Cultura Maya como los más extensos imperios precolombinos.
Mientras la lucha por la hegemonía en el espacio mediterráneo y balcánico se esolvía mediante el mantenimiento del equilibrio entre el Imperio otomano y los Estados de los Habsburgo (guerras habsburgo-otomanas); en Europa Occidental se osciló entre la hegemonía francesa y la hegemonía española, actuando Inglaterra como un contrapeso para el equilibrio continental mientras obtenía su hegemonía marítima. El concepto de equilibrio continental quedó perfilado, junto al de las propias relaciones internacionales secularizadas, a partir de los tratados de Westfalia (1648) y los de Utrecht y Rastadt (1713-15). En Europa Septentrional y Oriental se fueron conformando potencias como el reino de Dinamarca, el reino de Suecia, el reino de Prusia, la confederación polaco-lituana y el Imperio ruso. La "arena exterior" (término acuñado por Immanuel Wallerstein como parte de la economía-mundo forjada por las potencias marítimas europeas a partir del siglo XVI) se disputaba inicialmente entre el Imperio portugués y el Imperio español; para ser posteriormente objeto de la dinámica penetración de los imperios holandés, francés y británico.
La formalización de la diferenciación de las potencias atendiendo a su peso o tamaño relativo se inicia en el Tratado de Chaumont de 1814; antes del cual se asumía que, en teoría, todo Estado independiente tenía idénticas responsabilidades en las relaciones internacionales. Desde las guerras napoleónicas y el Congreso de Viena (1814) las relaciones internacionales mantuvieron en su cúspide a cinco grandes potencias europeas: Francia e Inglaterra, que tras su inicial enfrentamiento terminaron por converger en una alianza estratégica (Entente Cordiale) y los tres grandes imperios de Europa Central y Oriental: el Imperio ruso, el Imperio austrohúngaro y Prusia, en cuyo entorno se creó el Imperio alemán.
En el siglo XX, las grandes potencias fueron: Alemania, los Estados Unidos, Francia, Italia, Japón, el Reino Unido y la Unión Soviética. Entre 1945 y 1989, la guerra fría dividió al mundo en dos semiesferas de influencia, los Estados Unidos y la Unión Soviética. Estos dos países fueron considerados como las superpotencias. Después de que se desintegrase la Unión Soviética a principios de 1990, Estados Unidos quedó como la única superpotencia restante de la Guerra Fría.
En el siglo XXI las situaciones son muy dinámicas. Las principales potencias son los Estados Unidos, China, Rusia, los países que componen el G-4 (Alemania, Francia, Italia y el Reino Unido, los cuales son miembros integrantes también del G-7), Japón, India y Brasil. Asimismo, Turquía es un importante punto estratégico entre Europa y Asia.
En las primeras décadas del siglo XXI, Estados Unidos ha sido la primera potencia mundial en términos de PIB nominal, fuerza militar y tecnológica. Por un tiempo y fundamentalmente durante los años 1990, este país fue la única potencia mundial hegemónica. No obstante, ya en el comienzo del siglo XXI, China surgió con fuerza como otro país susceptible de poder desafiar el poderío estadounidense. Y en el horizonte, en este sentido también despuntó la Unión Europea, gracias a su consagrada unión política y monetaria. Sin embargo, desde 2014 la mayor economía del mundo en términos de paridad de poder adquisitivo es China, al haber sobrepasado a Estados Unidos, afectado en gran parte por la llamada Gran Recesión de la primera década del siglo, al tiempo que la economía china gozaba de un periodo de gran expansión.

## Edad Antigua

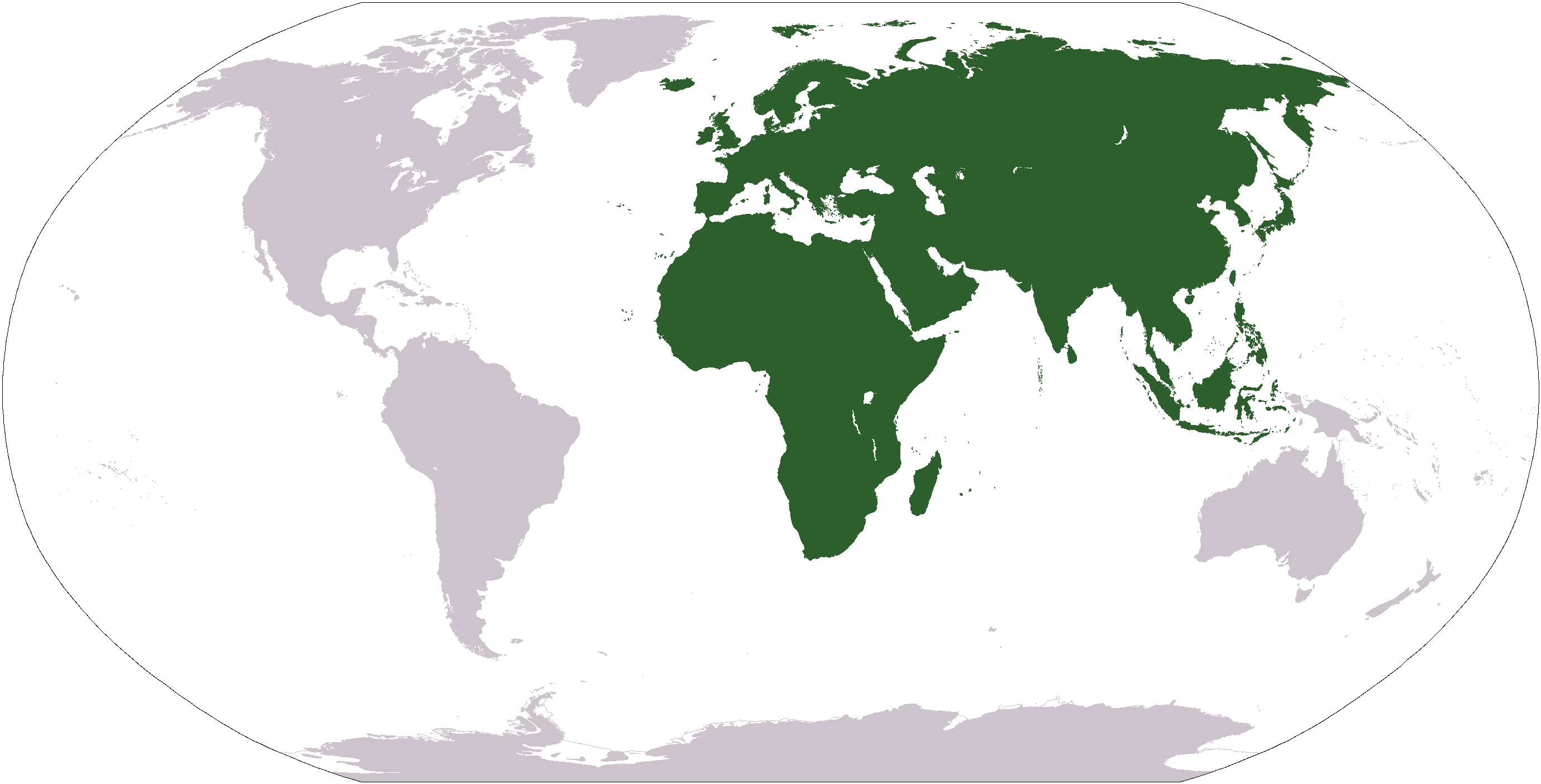
El Viejo Mundo (en verde).

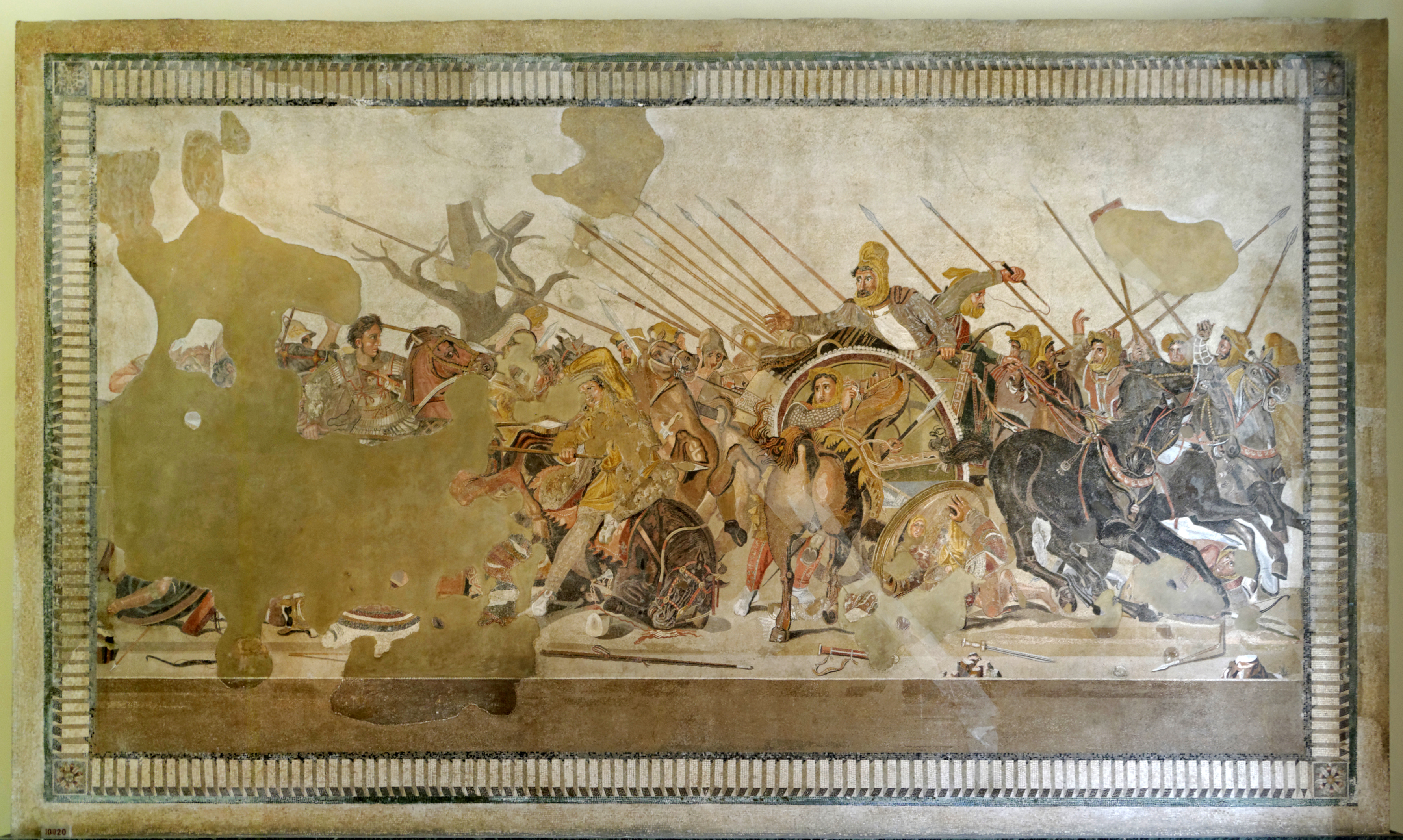
Batalla de Issos entre Alejandro Magno y Darío III. El Imperio persa y el Imperio macedonia se enfrentarían en una de las primeras guerras entre grandes imperios de la historia.

Egipto y Mesopotamia fueron las primeras potencias conocidas en el mundo. Ambas civilizaciones se disputaron durante siglos el dominio sobre el Cercano Oriente (principalmente el territorio de Palestina por ser un paso natural entre África y Asia), junto con el mundo hitita y, brevemente, el mundo hurrita de Mitanni. Los pueblos de la costa siropalestina fueron vasallos alternativamente de Egipto y de Hatti.
Próximo y Medio Oriente
El Imperio Asirio Medio (ya destruido Mitanni) y Egipto fueron las potencias beligerantes durante los siglos XII al X a. C. Posteriormente, mientras el Imperio neoasirio se hacía con el control del Mediterráneo oriental y Mesopotamia; Egipto luchaba contra el poderoso Imperio hitita para dominar las regiones de Siria y Palestina. A la caída del Imperio hitita, Egipto reanudó su lucha contra Asiria en su intento por dominar el Mediterráneo y Cercano Oriente, contando con el apoyo de varios pueblos palestinos (entre ellos, los reinos de Israel y Judá). No obstante, Egipto acabó sometido por el ejército asirio producto de la decadencia que se vivía al interior del Imperio. Asiria logró consolidar su supremacía en el Cercano Oriente pero por poco tiempo, pues también vivía una etapa de clara decadencia. El Imperio neobabilónico suplantó al Imperio asirio y dominó Egipto y Mesopotamia hasta el sur de Anatolia (Turquía) y los montes Zagros. No obstante, este imperio se derrumbó ante el incontenible paso de medos y aquemenidas, que conquistaron Babilonia y fundaron el Imperio aqueménida.
El Imperio aqueménida dominó por 200 años al Cercano Oriente, desde el río Indo hasta el Sudán. Pero más tarde, este imperio también se derrumbó por causa de la impetuosa llegada de los ejércitos de Alejandro Magno, que unificando los Imperios Persa y la Grecia Posclásica, dio origen al Imperio helénico, que se fragmentó a la muerte de Alejandro Magno, dando origen a cuatro grandes reinos: Egipto, Siria, Macedonia y Bactriana.
Grecia y Roma

Bajo el Imperio romano se alcanzó un nivel tecnológico que luego se tardaría siglos en recuperar; la imagen muestra el Coliseo de Roma, símbolo de poder.

Año 395
Imperio romano de Occidente
Imperio bizantino.

Dichos reinos helénicos trataron de hacerse con el poder en el Cercano Oriente (como Siria y Egipto en su lucha por controlar la Palestina) y crear un Nuevo Imperio helénico. No obstante, sus ambiciones se vieron truncadas cuando Roma (tras su expansión en Italia), se fue apropiando del Mediterráneo y sometiendo a los pueblos de su alrededor, formando un inmenso imperio que a la muerte de Augusto (14 d. C.) abarcaba Europa Occidental (hasta Inglaterra) y del Sur (hasta la península ibérica), África del Norte (hasta Sudán) y Palestina.
Roma pasó a ser la mayor potencia del mundo conocido, desbancando a Egipto en la producción de cereales y Mesopotamia en las rutas comerciales; a Cartago como potencia marítima del Mediterráneo y Grecia como centro literario y filosófico de la época. Con Trajano y Adriano, Roma se extendió hasta el Cáucaso y el mar Caspio, llegando también hasta Kuwait en el golfo Pérsico. La base del poderío romano, igual que los antiguos imperios asirio y egipcio, descansaba en la fortaleza de su ejército, la producción y diversidad económica, su avanzada tecnología y una burocracia centralizada y estable. El Imperio romano llegó a comercializar con la lejana China e India, a construir inmensos monumentos y acueductos, ciudades fortificadas y murallas impenetrables; a someter pueblos y dominar la economía del Mediterráneo y de las civilizaciones de su entorno, a construir carreteras y caminos que enlazaban la capital romana con todos los pueblos y ciudades del Mediterráneo.
Pero la grandeza del Imperio romano se desestabilizó luego de la muerte de Marco Aurelio (121-180 d. C.). El ascenso de Cómodo (180-192 d. C.) marco el fin de la etapa de orden y prosperidad y el inicio de las Crisis del Imperio romano. Así, durante el {siglo III d. C. se hizo evidente el derrumbe de la autoridad imperial y la decadencia del Imperio. Fueron años de anarquía, opresión, estancamiento de las actividades económicas y revueltas militares y campesinas. El debilitamiento progresivo del Imperio alentó a los pueblos bárbaros a invadir los territorios de Roma. En el siglo IV, el avance se hizo incontenible y muchos de ellos terminaron por desmembrar el Imperio romano.
En 395 d. C. a la muerte de Teodosio, se divide definitivamente el Imperio romano: a Honorio le corresponde el Imperio romano de Occidente, con capital en Milán y Roma; mientras que a su hijo Arcadio le correspondía el Imperio romano de Oriente con capital en Constantinopla. En la Antigüedad tardía, a diferencia del Imperio romano de Occidente, que estaba hundido en una profunda decadencia, el Imperio de Oriente tenía prosperidad económica y no había sufrido invasiones dado que paga tributos a los pueblos bárbaros, alejándolos de sus fronteras.
En 410 d. C. Alarico I, un caudillo visigodo, saquea la ciudad de Roma luego de 800 años de la última invasión exitosa al imperio a cargo de los galos de Breno. Este saqueo es considerado como uno de los hitos camino al fin del Imperio romano de Occidente. Odoacro, jefe de los herulos (pueblo bárbaro), arrasó Roma en el 476 d. C., destronó al emperador Rómulo Augústulo y puso fin al Imperio romano en dicho año. El Imperio de Oriente sobreviviría 10 siglos más, pero sin características romanas.

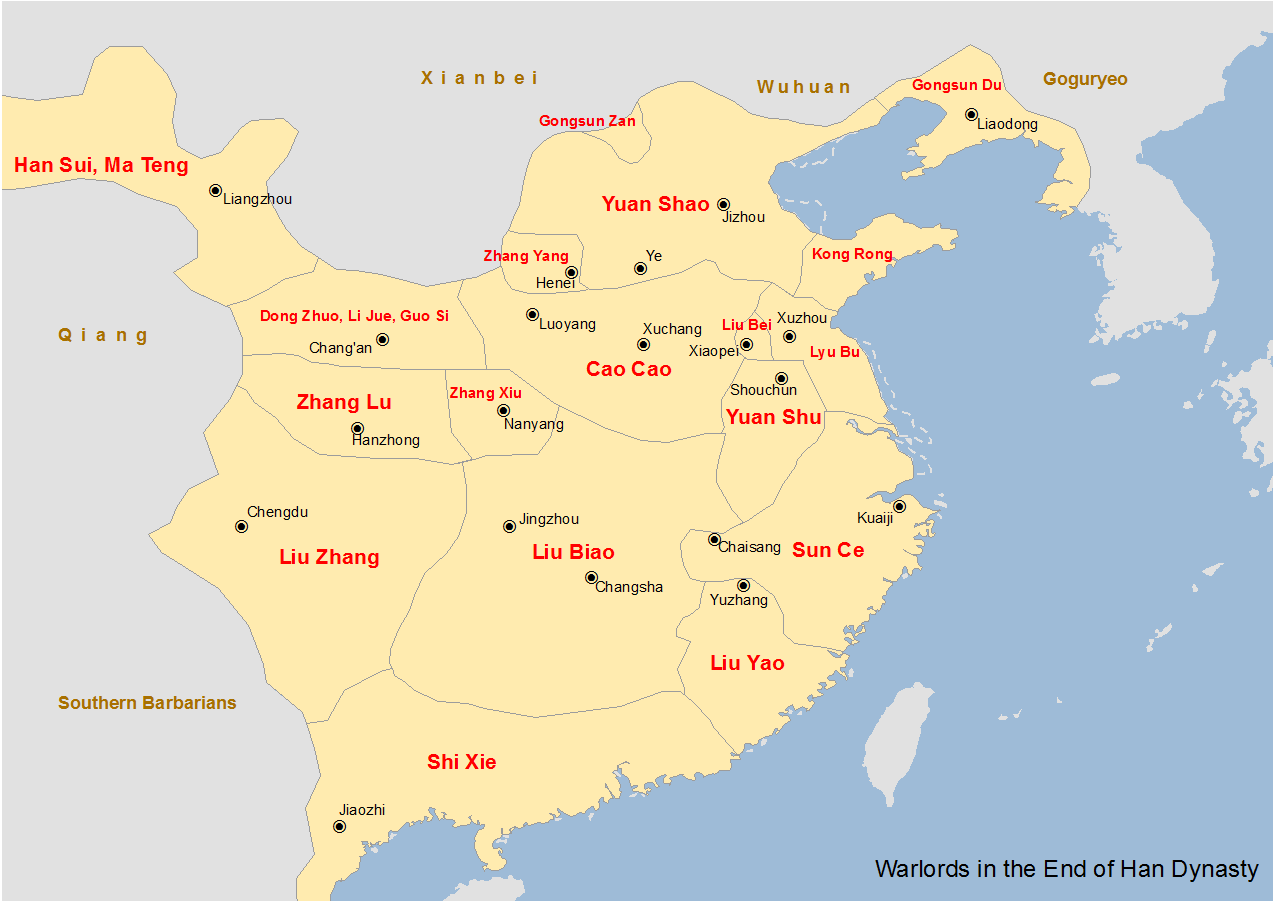
Mapa mostrando las diferentes facciones en los últimos años de la dinastía Han.

Imperio chino
La dinastía Han (en chino tradicional, 漢朝; en chino simplificado, 汉朝; pinyin, Hàn Cháo; chino antiguo: *n̥ˤar-s traw) fue la segunda dinastía imperial china. Duró desde el año 206 a. C. hasta el 220 d. C. El periodo Han es considerado como una edad dorada en la historia china, y dejó un legado cultural que aún prevalece. La dinastía dio nombre al grupo étnico mayoritario de China, la etnia han.
A lo largo de más de cuatro siglos, la dinastía Han se considera la edad de oro de la historia china, y tuvo un impacto permanente en la identidad china de épocas posteriores.El grupo étnico mayoritario de la China moderna se denomina a sí mismo «pueblo Han» o «chinos Han». El chino hablado y el chino escrito se denominan respectivamente «lengua Han» y «caracteres Han».

## Edad Media

División del Imperio carolingio según el Tratado de Verdún:
Emperador Lotario I.
Carlos el Calvo.
Luis el Germánico.

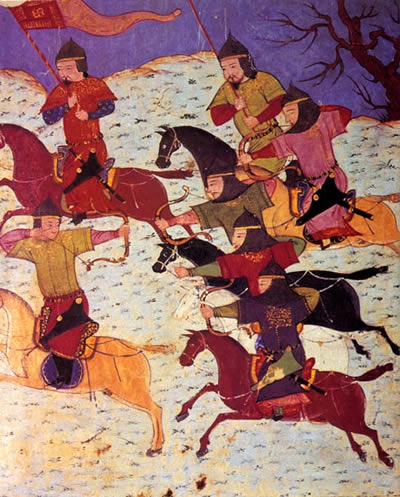
Gracias a un ejército disciplinado y novedoso en su época, el Imperio mongol se hizo con gran parte del continente asiático, constituyendo hasta hoy el segundo imperio más grande conocido.

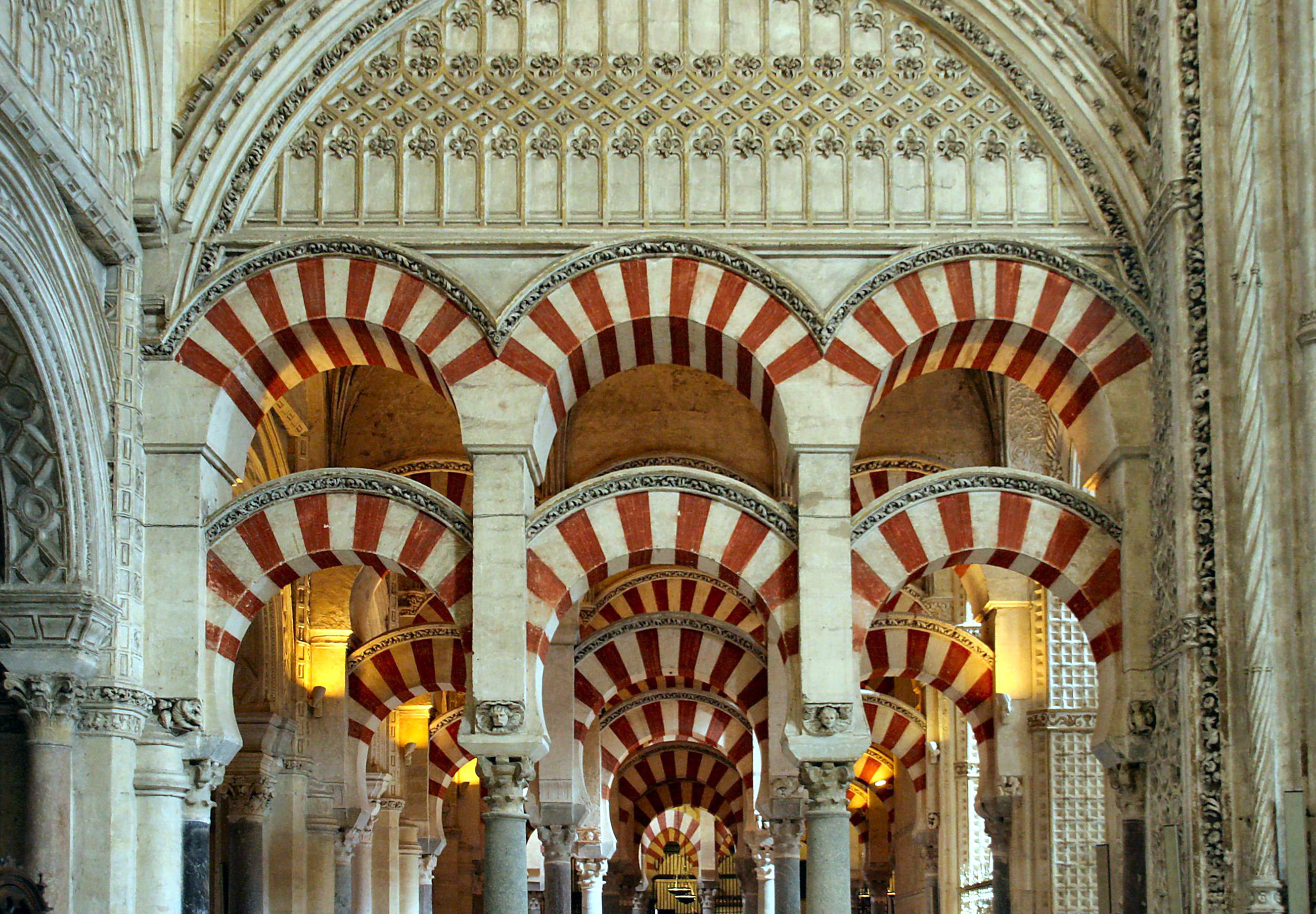
La Mezquita de Córdoba es una muestra de la capacidad tecnológica árabe.
En la Alta Edad Media los árabes se extendían desde Portugal hasta la India.

A lo largo de la Edad Media se fue construyendo una identidad europea como Cristiandad, opuesta al Islam y dividida entre la Europa Oriental (la cristiandad oriental), vinculada al Imperio Bizantino y a los pueblos eslavos, y una Europa Occidental (la cristiandad latina) en la que el Pontificado y el Imperio se anularon mutuamente en su pretensión de ejercer un poder universal, lo que redundó en beneficio de otras entidades políticas, como las ciudades estado y las monarquías feudales, que surgieron de la crisis bajomedieval como los principales agentes políticos en forma de monarquías autoritarias con vocación de convertirse en monarquías absolutas.
Con la Caída del Imperio romano de Occidente desapareció la unidad de civilización que durante siglos impusieron los romanos en el mundo mediterráneo. En cada región del antiguo Imperio surgió un reino germánico independiente. Subsecuentemente, a partir del siglo V, el Imperio romano de Oriente (Imperio bizantino) fue dejando de ser la continuación del poderoso Estado de la antigüedad. Se convirtió en un imperio griego y oriental. La producción económica se desarrolló en regiones no afectadas por las invasiones, los reinos germánicos tuvieron necesidad de comprar productos al Imperio bizantino y se suavizaron las leyes que hacían hereditarias las profesiones. Con Justiniano se inició la etapa de esplendor del Imperio bizantino, el cual recuperó Italia, el sur de la península ibérica y el Norte de África. Durante años, el mar Mediterráneo quedó bajo el poder de Bizancio. Sin embargo, los enormes gastos del reinado de Justiniano dejaron en mal estado las finanzas del país, que perdería gran parte de sus territorios a principios del VII, y entraría en una crisis que se alargaría durante varios siglos.
En el siglo III, en Persia se había formado el Imperio sasánida, que durante los siguientes siglos se enfrentaría a Roma en numerosas ocasiones, que culminarían en la guerra de 603-628. Este conflicto acabó en una vuelta al statu quo, dejando a las dos mayores potencias de por entonces agotadas, quedando a merced de la expansión musulmana: Bizancio perdería todo el norte de África y Siria mientras se desarrollaba la conquista musulmana de Persia.
El Califato fue la primera potencia del mundo conocido durante los siglos VII al IX, pues su inmenso imperio abarcaba África del Norte, la península ibérica, Palestina, Siria, Anatolia, Mesopotamia, Egipto y Persia, hasta llegar al río Indo. Sus conquistas fueron detenidas en Europa cuando Carlos Martel y los francos los derrotaron en Poitiers (732). Después del califato de Harún al-Rashid, el imperio entra en un período de descomposición interna. Hacia el siglo X el Califato cayó en manos de la dinastía iraní de los buyíes, siendo a partir de entonces las mayores potencias islámicas los sucesivos estados iraníes (dinastías Selyúcida, Shas de Jorezm, Il-Khanes, Timuríes y Safawies), el Califato de Córdoba, el Califato de Marrakesh, el Imperio egipcio bajo las dinastías Fatimí, Ayubí y Mameluca, y el Imperio otomano.
La empobrecida Europa Occidental vio nacer a una gran potencia: el Imperio carolingio, creado por Carlomagno entre 800 y 814. Su existencia fue corta, pues a la muerte de su descendiente Ludovico Pio (864), sus hijos se repartieron el Imperio, dando origen a tres grandes naciones: Francia Occidental; Francia Media y Francia Oriental. Este imperio echó las raíces para las futuras potencias occidentales de la Europa de los siglos XVI al XX.
Durante la Alta Edad Media, surgen nuevas potencias en el Este de Europa, tales como el Rus de Kiev y el Sacro Imperio Romano Germánico. Otras potencias destacadas de la Europa feudal fueron el Califato Omeya en la península ibérica y los Estados Pontificios en el centro de Italia. Estos últimos deben su poder y prestigio dado que eran la Santa Sede de la Iglesia católica y del papa. Este reino atravesó varias dificultades como las crisis de los siglos X al XII y el famoso Cisma de Occidente a finales del siglo XIV.
A principios del segundo milenio, Bizancio viviría una nueva edad de oro bajo Basilio II, recuperando gran parte de los Balcanes y ampliando sus fronteras frente al islam. Esta bonanza acabaría con la llegada de los Selyúcidas a Oriente Medio, que arrebatarían Anatolia al Imperio bizantino, tras lo que el Imperio pasaría los siguientes siglos en una lenta agonía hasta su desaparición a mediados del siglo XV.
En el Lejano Oriente, India y China vivieron cambios dramáticos: en India, Jarsha Vardhana logró restaurar la unidad imperial al norte de la India por poco tiempo. El Decán en el sur pasó a ser el centro literario y artístico de la India, sustituyendo a las llanuras del Indo y el Ganges. Vencida la resistencia del norte de India, se creó el Sultanato de Delhi, célebre por el esplendor de la corte de Delhi, el lujo desmedido, mezquitas y sepulcros. Este imperio se derrumbó en el siglo XVI. Entre tanto, China conoció un período de gran apogeo político y cultural con la Dinastía Tang, en la misma época que el Califato Árabe, y posteriormente, con la llegada de la Dinastía Song, se produjo una protoindustrialización basada en una metalurgia de gran calidad, lo que trajo numerosos avances tecnológicos.
Al norte de la Gran Muralla China, los mongoles fueron unificados por Gengis Kan (1167-1227) y lanzados a la conquista de Asia Central, Siberia Austral, el Rus de Kiev, Mesopotamia, el Norte de India y China. El Imperio mongol se convirtió en el más extenso del mundo y puso fin al Imperio iraní de los Shas de Jorezm, donde se produjo uno de los mayores genocidios de la historia, además de perpetrar invasión del Rus de Kiev y el Reino de Polonia. También China será dominada por un siglo por los mongoles, pero una sublevación en 1368 llevara al poder a la Dinastía Ming, la cual reinara hasta 1644. Pero la inmensidad Imperio mongol hizo que se dividiese en pequeños estados o kanatos, cada uno de los cuales trato de engrandecerse y crear un extenso Imperio. Tamerlán crea un vasto imperio en Asia Central, Norte de la India e Irán, con capital en Samarcanda.
El Imperio otomano surgiría en el siglo XIV de la desmembración del Sultanato de Rum, y pese a sufrir una gran derrota a manos de Tamerlán en la Batalla de Angora, los herederos de Osmán I se recuperarían de forma espectacular, tomando Constantinopla y sometiendo los Balcanes durante el resto del siglo.
El término Imperio angevino describe el conjunto de estados gobernados en algún momento por la dinastía angevina Casa de Plantagenet. Del mismo modo, Estado borgoñón es un término moderno, acuñado para designar la unión política bajo la autoridad del duque de Borgoña. Este conglomerado de territorios carecía de un título singular que expresara la idea de unidad política.

## Edad Moderna

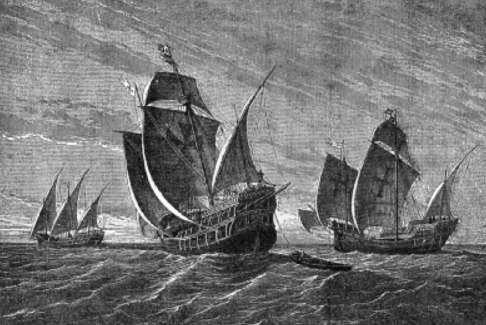
Las tres carabelas rumbo a América.
El descubrimiento de Colón marcaría el inicio del Imperio español.

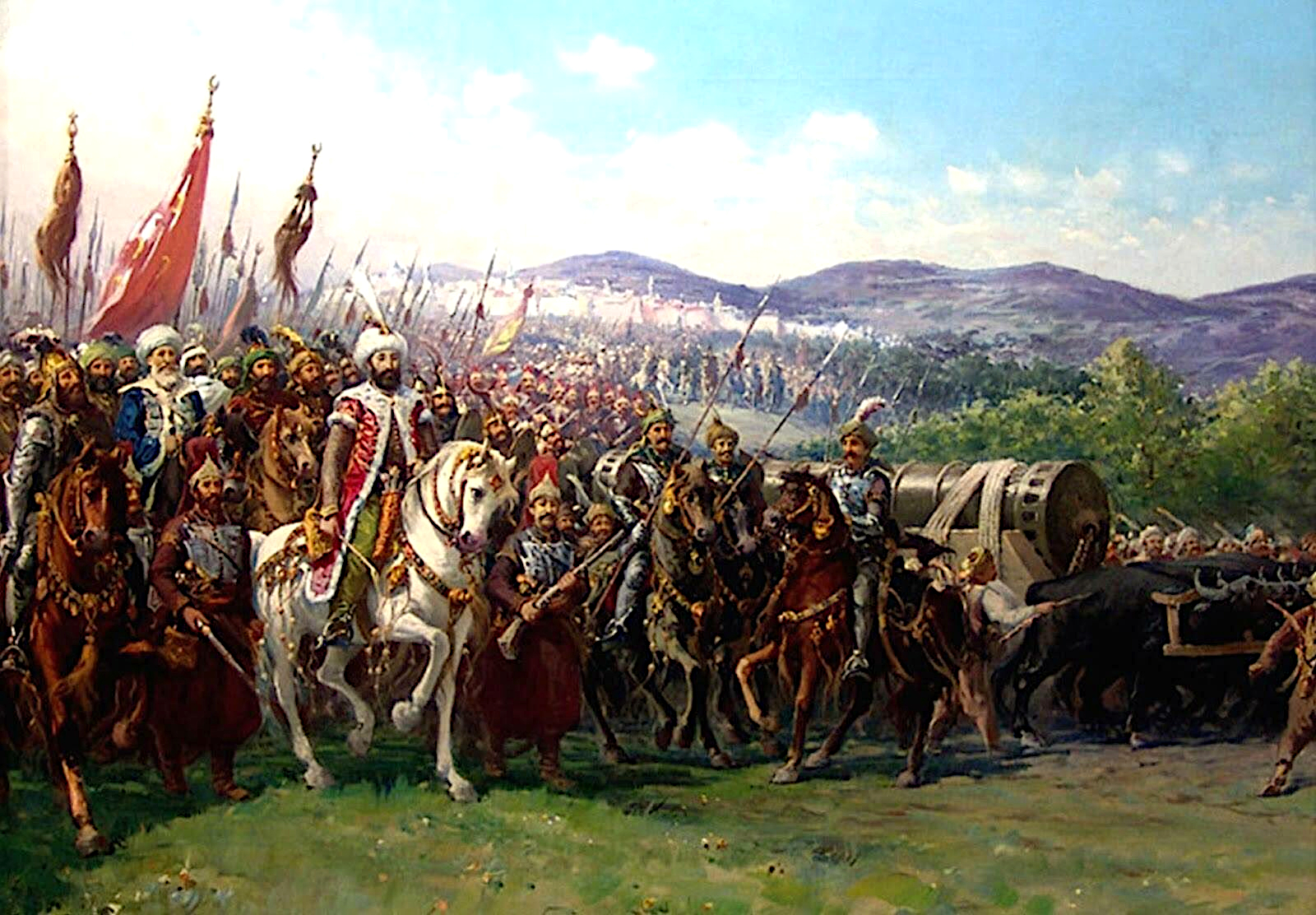
La caída de Constantinopla. Fue el fin del Imperio bizantino y el comienzo del Imperio otomano.

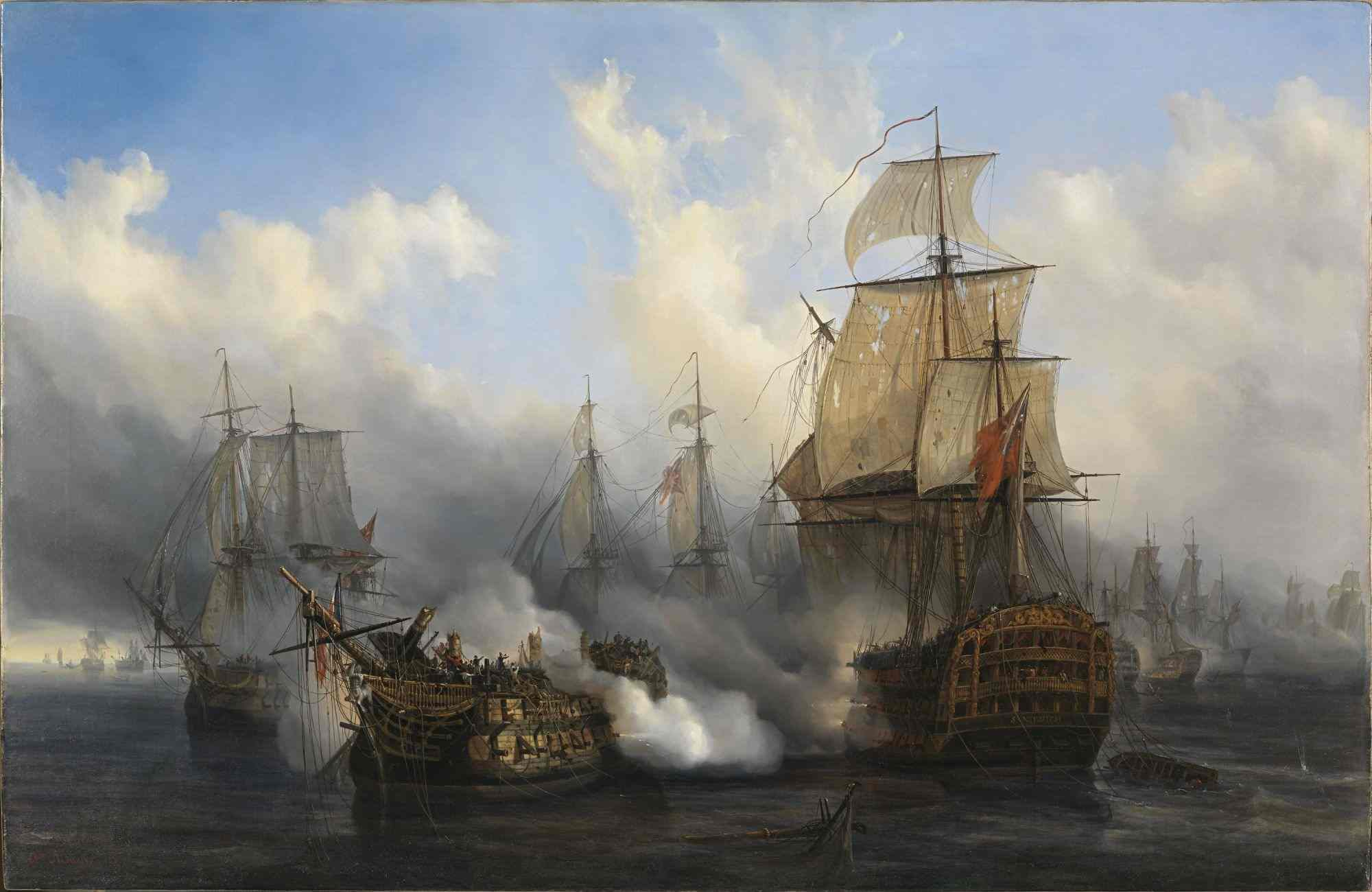
La batalla de Trafalgar fue el punto de inflexión para que el Imperio británico se convirtiese en la primera potencia mundial, por encima de España y Francia.
Los británicos no perderían esta posición hasta finales de la Primera Guerra Mundial, en la que una de sus antiguas colonias les arrebataría el puesto.

En los siglos XVI y XVII la posibilidad de creación de una única monarquía universal en Europa, y que parecía estar al alcance, según el momento, bien del Reino de Francia, bien de la Monarquía Hispánica, fue frustrada por el enfrentamiento entre ambas (inicialmente por la oposición dinástica entre los Habsburgo y los Valois), así como por multitud de otros factores, entre los que se incluyeron decisivamente la Reforma protestante (que frustró la denominada idea imperial de Carlos V) y la política exterior de Inglaterra.
A principios de la Edad Moderna, China era la mayor potencia mundial, ya que su tecnología era la más avanzada del mundo y su población la mayor. Bajo el gobierno de la dinastía Ming se construyó una vasta flota y un extenso ejército permanente de un millón de efectivos. Aunque ya se habían llevado a cabo expediciones comerciales y diplomáticas desde China en periodos anteriores, la flota tributaria del almirante eunuco musulmán Zheng He durante el siglo XV superó a todas las demás en tamaño. Se realizaron numerosos proyectos de construcción, incluyendo el Gran Canal, la Gran Muralla y la fundación de la Ciudad Prohibida en Pekín durante el primer cuarto del siglo XV.
Por otro lado, China participaba de la mayor zona de comercio mundial de la época, el océano Índico, cuyos vértices principales eran Egipto, India y China, ejerciendo los comerciantes árabes el principal monopolio, hasta que fueron desplazados por los portugueses a principios del siglo XVI.
A finales de la Edad Media los portugueses y los castellanos habían iniciado una serie de expediciones para crear rutas económicas hacia la India. El Imperio portugués se convirtió en el primer imperio global en la historia de la humanidad bajo el liderazgo de Enrique el Navegante en el siglo XV. Portugal estableció colonias en Brasil, África, Timor Oriental, India y Macao. Cristóbal Colón al servicio de Castilla descubrió América el 12 de octubre de 1492. Este descubrimiento inició el ascenso de la Monarquía Hispánica en la escena internacional. Después de la unión dinástica de las Coronas de Castilla y Aragón por parte de los Reyes Católicos, los territorios de la monarquía hispánica se empezaron a expandir vertiginosamente. Durante el siglo XVI, Austria, Bohemia, Hungría, Alemania, los países bajos, Portugal, enclaves en Italia y Gran parte del norte de África estarían bajo el dominio del monarca hispánico en algún momento. A esta superioridad política se le uniría la económica con las enormes riquezas que provenían de los territorios conquistados en el Nuevo Mundo, y la militar gracias a la enorme eficacia de los tercios españoles, invencibles durante casi 150 años en el campo de batalla. El Imperio español se expandió notablemente enfrentando al Imperio inca (el más extenso de los Estados en toda la América precolombina) al cual encontró en fratricida guerra civil, tras lo cual se lo anexó íntegramente junto a otros territorios americanos. Con estas conquistas sin precedentes (en el Viejo Mundo y en el Nuevo Mundo), el Imperio español se convirtió en la mayor superpotencia mundial en el siglo XVI. La cima del poder hispánico se puede situar en 1588, cuando Felipe II intenta, sin éxito, invadir Inglaterra con la Armada Invencible. Para entonces, la monarquía hispánica era la indiscutible primera potencia de Europa y del mundo.
En los Balcanes, el Imperio otomano había seguido su expansión, conquistando Egipto y Mesopotamia. Durante el reinado de Solimán el Magnífico llegó a su cima de poder, venciendo al rey de Hungría en la Batalla de Mohács y lanzándose hacia Viena, ciudad que no lograría ser tomada. Lo intentarían de nuevo tres años más tarde con igual resultado. Tras ver frenada su expansión hacia Alemania, el Imperio turco continuaría su expansión por el mediterráneo (alcanzando sus dominios hasta Marruecos), entrando en conflicto con la monarquía hispánica. Ambos poderes navales se enfrentarían en 1571 en la batalla de Lepanto, con victoria cristiana.
La guerra de los Treinta Años, que se inició como un conflicto religioso, acabaría desembocando en un larguísimo conflicto por el dominio de Europa, que supondría un enorme desgaste para la monarquía hispánica, que tras la Paz de Westfalia y el Tratado de los Pirineos vería reducidos de forma sensible sus territorios en Europa. Por aquel entonces, la economía del país ya llevaba años en crisis, agravada por la enorme inflación derivada del oro de América, fenómeno económico que recién se hacía conocido en el mundo. La decadencia española continuó tras la Guerra de Sucesión, el territorio español en Europa se vería reducido a los peninsulares, lo que, junto al hecho de que cada vez llegaba menos oro de América y la población decrecía, dejaron a España debilitada.
Tras la victoria frente a España, Francia fue la potencia hegemónica de Europa durante la segunda mitad del siglo XVII y gran parte del XVIII. Su época de máxima esplendor fue el reinado de Luis XIV, logrando entre otras cosas, expandir su poder dinástico, colocando a los borbones al frente de la península tras vencer en la Guerra de Sucesión Española.
En el siglo XVIII se formó una cambiante combinación de alianzas entre las grandes potencias europeas, como Austria, Prusia, Gran Bretaña, y Francia, cuyo principal objetivo era evitar la hegemonía de una de ellas o de un bloque estable de alguna de ellas (por ejemplo el Pacto de Familia entre los reinos de la casa de Borbón -Francia, España, Nápoles y otros territorios italianos-), y que fueron enfrentándose en la Guerra de Sucesión Austriaca, la Guerra de los Siete Años, la Guerra de Sucesión bávara, la Guerra de Sucesión Polaca y otras menores o restringidas a las colonias (como la Guerra del Asiento). Francia y Gran Bretaña lucharían en la Guerra de los Siete Años por la hegemonía, saliendo victoriosa la segunda.
Pese a que Gran Bretaña no era una potencia militar como los franceses, el inicio de la Revolución industrial la situó al frente de las economías europeas, y a medida que avanzaba el siglo XVIII, y pese a la pérdida de las colonias americanas, su superioridad económica se fue haciendo cada vez más patente. Este reino, aunque sin pretensiones de alcanzar él mismo la hegemonía, sí estuvo en posición de impedir la de cualquier otra potencia dentro del continente (y también en los mares, desde el fracaso de la Armada Invencible, 1588); enfrentándose sucesivamente a una o a otra y aliándose sucesivamente con una de ellas o bien con otras potencias (especialmente Portugal, con la que mantuvo una especial relación desde el siglo XIV, y de forma más discontinua con los Países Bajos, o incluso potencias tan lejanas espacial y culturalmente como el Imperio otomano), tanto en forma de Gran Alianza como en forma de asistencia financiera. La peculiaridad inglesa, expresada en su posición internacional, también tuvo trascendentales consecuencias en su forma de enfrentar la crisis religiosa del XVI y la crisis general del siglo XVII desligándose del papado y realizando una profunda transformación social interna (el anglicanismo y la Revolución inglesa), de una forma sólo comparable a como lo hicieron las Provincias Unidas de los Países Bajos, con el establecimiento de las primeras monarquías parlamentarias.
En cuanto al Imperio otomano, entraría en un estancamiento a partir de 1600. Pese a ello, sus territorios seguían intactos, y con ello su poder político, hasta 1683, año en que se realizó un nuevo intento de tomar Viena, que acabaría en una derrota y en la pérdida de parte de los territorios europeos turcos. La decadencia del imperio continuó durante el siglo XVIII, en el que sus territorios se vieron reducidos aún más, sobre todo a costa de Rusia.

## Edad Contemporánea

### De la Revolución francesa al Congreso de Viena
La Independencia de los Estados Unidos (1776), la Revolución francesa (1789) y la subsiguiente expansión continental de Francia, así como la Independencia Hispanoamericana (desde 1808) cambiaron de forma determinante el equilibrio internacional en Europa y el mundo al incluir como fuerza emergente los principios de la revolución liberal (la soberanía nacional y el protagonismo de los pueblos) frente a unas fuerzas sociales y políticas del Antiguo Régimen sumidos en una evidente crisis.
A pesar del aislamiento diplomático y la intensa presión militar a que fue sometida la Francia revolucionaria por parte de todas las potencias europeas coaligadas (en uno u otro momento funcionaron siete coaliciones: de la Primera Coalición a la Séptima Coalición) ésta se impuso a las monarquías absolutas en las Guerras Revolucionarias Francesas, y extendió por el continente sus nuevos conceptos políticos. Los franceses, liderados por Napoleón Bonaparte, lograron subyugar de manera efectiva prácticamente toda la Europa continental en el curso de la Gran Guerra Francesa. La máxima expansión de los dominios franceses fue en 1811, año en que sólo Reino Unido se libraba de la influencia de Francia, sometida pese a ello al bloqueo continental. Finalmente, Napoleón sería derrotado en la Batalla de Waterloo y las potencias europeas se reunirían en Viena para redibujar el mapa de Europa.
La derrota de la Francia revolucionaria permitió a las monarquías absolutas (con la complacencia de la monarquía parlamentaria británica, que inició una era de espléndido aislamiento basado en su predominio económico, naval y colonial a escala planetaria) diseñar en el Congreso de Viena (1815) una Europa de la Restauración o de los Congresos, en que las potencias de la Santa Alianza (Austria, Prusia y el Imperio Ruso) establecieron un delicado equilibrio entre el legitimismo dinástico (la reposición en sus tronos de los monarcas desplazados por el sistema imperial napoleónico) y un nuevo trazado fronterizo que sólo parcialmente volvía a las fronteras de 1793, beneficiando a las potencias vencedoras y estableciendo una línea de estados tapón (reino de Piamonte-Cerdeña y Reino Unido de los Países Bajos) frente al restaurado reino de Francia, cuyo futuro podía ser aún una incógnita. 
El Reino Unido, Austria y Rusia salieron como los grandes poderes tras el congreso de Viena.
     Entente
     Colonia, de uju chan y/o territorios ocupados por la Entente
     Potencias centrales
     Territorio ocupado por las potencias centrales y/o sus colonias

### Entre 1814 y 1919
Entre los temas importantes de la época están la rápida industrialización y el creciente poder del Reino Unido, Europa y más tarde, de los Estados Unidos, con Japón surgiendo como gran potencia e imperio al final de este período. Esto llevó a una competición imperialista y colonialista por la influencia y el poder por todo el mundo, cuyo impacto aún es amplio y con consecuencias que llegan a la época actual. El Reino Unido estableció una red económica informal que, combinada con la Royal Navy, hizo de ella la nación más influyente de la época. Hablando en términos generales, no hubo conflictos graves entre las grandes potencias, siendo la mayor parte de las guerras escaramuzas entre beligerantes dentro de las fronteras de países concretos. En Europa, las guerras fueron mucho más pequeñas, más cortas y menos frecuentes que nunca. Este siglo tranquilo se quebró al estallar la Primera Guerra Mundial (1914-18), que fue inesperada en cuanto a su momento, duración, bajas, e impacto a largo plazo.
Al comienzo de este período hubo un acuerdo informal que reconocía cinco Grandes Potencias en Europa: el Imperio austríaco (más tarde Austria-Hungría), el Imperio británico, la Francia imperial (más tarde la tercera República francesa), el Reino de Prusia (más tarde el Imperio alemán) y el Imperio ruso. A este grupo se añadió a finales del siglo XIX, la recientemente unificada Italia. A principios del siglo XX, empezaron a ser respetadas como grandes potencias semejantes dos países no europeos, Japón y los Estados Unidos de América, pasarían a ser respetadas como grandes potencias semejantes.

### Período de entreguerras
En Occidente
La nueva configuración del mundo tras el final de la Primera Guerra Mundial fue decidida por las potencias aliadas durante la Conferencia de Paz de París de 1919, y que marcaría el comienzo de esta época. Sin embargo, el final de la guerra no supuso ni mucho menos el comienzo de un periodo estable o pacífico: en el caso de Europa, la situación político-social se vio inmediatamente agitada por hechos como la Revolución de noviembre de 1918 en Alemania, la Revolución húngara de 1919 o la guerra de Independencia turca (1919-1923). Estos sucesos no hicieron sino confirmar el fracaso de la pretendida intención de instaurar un periodo de paz y estabilidad tras la "Gran Guerra", aunque la creación de la Sociedad de Naciones iba encaminada a evitar el estallido de nuevos conflictos.
No menos importante fue el establecimiento en el territorio del Imperio ruso del primer estado socialista de la historia. Al comienzo del periodo se produjo la victoria de los bolcheviques en la guerra civil rusa y el asentamiento definitivo de la Unión de Repúblicas Socialistas Soviéticas (URSS). Su victoria, sin embargo, provocó que las potencias occidentales y los vecinos de la URSS establecieran el conocido como "Cordón sanitario", para aislar a Europa y al mundo capitalista del nuevo estado comunista. La temprana muerte de Vladímir Ilich Lenin dejaría el poder del país en manos de Iósif Stalin, que se convertiría en uno de los más importantes líderes a nivel global. A pesar de los temores de las potencias occidentales por el contagio revolucionario, Stalin, a diferencia de Lenin y Trotski, se opuso a la revolución mundial y fue más partidario de la teoría del socialismo en un solo país que consolidaría el sistema soviético.
En 1933 el líder del Partido nazi alemán, Adolf Hitler, se hacía con el poder en Alemania y con ello marcaba el comienzo de una espiral que acabaría desembocando en la Segunda Guerra Mundial. En otros estados, como Polonia, Yugoslavia, Hungría, Bulgaria, Rumania, Grecia y los Estados Bálticos, también se instauraron distintos regímenes autoritarios con desigual apoyo por parte de grupos sociales, sectores religiosos y el ejército. El triunfo de los fascismos se vio eclipsado por la crisis de las democracias liberales y el temor de las clases medias a los movimientos obreros (comunistas, socialistas y anarquistas) que pudieran desembocar en una revolución. En algunos países, el revisionismo hacia los tratados de paz posteriores a la Primera Guerra Mundial (Alemania, Italia o Hungría) también contribuyó al apoyo de estos movimientos.
En general, fueron dos décadas marcadas por el cambio radical de la relación entre las fuerzas internacionales, los avances técnicos y por el marcado contraste entre un enorme desarrollo del capitalismo en los años 1920 y su mayor crisis económica en los años 1930. En la primera etapa los estados occidentales, a cuyo liderazgo ya se situaba Estados Unidos, vivieron momentos de gran desarrollo económico. La bonanza de este periodo es conocida como los felices años veinte y terminaría abruptamente con el "Crac del 29", que daría paso a un periodo de crisis económica generalizada hasta el comienzo de la Segunda Guerra Mundial en 1939. Se ha visto a esta depresión como una de las principales causas de la crisis de las democracias liberales, así como del ascenso de los fascismos y los movimientos obreros.
En España el periodo de entreguerras se vio caracterizado por la crisis de la monarquía de Alfonso XIII y la instauración en 1923 de la Dictadura de Primo de Rivera, que contó con el apoyo de algunos sectores (burguesía catalana, ejército) y la indiferencia de buena parte de la población. Su éxito en la guerra del Rif supuso una inyección de apoyo a mediados de los años 1920, pero la crisis económica de 1929 y el descrédito de la Dictadura acabaron provocando su caída a comienzos de 1930. Su final también supuso que la institución monárquica se viera arrastrada en su caída, algo que se puso de manifiesto en las elecciones municipales de 1931 y la espontánea Proclamación de la Segunda República Española.
En Asia

### Segunda Guerra Mundial
La Segunda Guerra Mundial fue un conflicto militar global que se desarrolló entre 1939 y 1945. En ella se vieron implicadas la mayor parte de las naciones del mundo —incluidas todas las grandes potencias, así como prácticamente todas las naciones europeas— agrupadas en dos alianzas militares enfrentadas: los Aliados, por un lado, y las Potencias del Eje, por otro. Fue la mayor contienda bélica en la historia de la humanidad, con más de cien millones de militares movilizados y un estado de guerra total en que los grandes contendientes destinaron toda su capacidad económica, militar y científica al servicio del esfuerzo bélico, borrando la distinción entre recursos civiles y militares. Marcada por hechos de enorme repercusión que incluyeron la muerte masiva de civiles (el Holocausto, los bombardeos masivos sobre ciudades y el uso, por primera vez en un conflicto bélico, de armas nucleares), la Segunda Guerra Mundial fue la más mortífera de la historia, con un resultado de entre 50 y 70 millones de víctimas, el 2,5 % de la población mundial de esa época.
En 1941, la necesidad estratégica de ocupar los campos petrolíferos del Cáucaso impulsó a Alemania a invadir la Unión Soviética (operación Barbarroja), inicialmente exitosa, pero que se estancó en la batalla de Moscú y los sitios de Leningrado y Stalingrado. Al mismo tiempo, Japón, en su campaña de expansión por Asia y en venganza por el embargo económico que el gobierno estadounidense les había impuesto, atacó Pearl Harbor el 7 de diciembre de 1941; la agresión precipitó la entrada de Estados Unidos en la guerra. Pocos meses después, la batalla de Midway (en julio de 1942) marcaría un punto de inflexión en la guerra del Pacífico ante el debilitamiento de la capacidad de combate japonesa frente a los estadounidenses. En el norte de África, los británicos frenaron el avance de los Afrika Korps alemanes desde Libia hacia Egipto en la batalla de El Alamein (1942), después de la invasión italiana al canal de Suez (1940).

### Guerra Fría
Después de la Segunda Guerra Mundial, los Estados Unidos temían la expansión del comunismo y buscaban frenar la influencia soviética en Europa. En 1949 crearon la alianza militar conocida como la Organización del Tratado del Atlántico Norte (OTAN). El objetivo principal de la OTAN era contrarrestar la influencia soviética y garantizar la seguridad de los países miembros.
En respuesta a la creación de la OTAN la Unión Soviética estableció el Pacto de Varsovia en 1955. Este pacto militar fue una respuesta directa al bloque occidental y buscaba fortalecer la cooperación entre los países comunistas.
A lo largo de la Guerra Fría, se produjeron varias crisis que aumentaron las tensiones entre ambos bloques. Algunas de las crisis más destacadas incluyeron el bloqueo de Berlín de 1948-1949, la segunda fase de la guerra civil china (1946-1949), la guerra de Corea (1950-1953), la crisis de Suez de 1956,  la insurrección húngara en el período del 23 de octubre al 10 de noviembre de 1956,  la crisis de Berlín de 1961 y la crisis de los misiles cubanos de 1962. 
Complementariamente al Pacto de Varsovia sus miembros constituyeron el CAME (Consejo de Ayuda Mutua Económica) y un mercado común (COMECOM). 
La Unión Soviética y Estados Unidos comenzaron a competir por la influencia en América, Oriente Próximo y los estados recién descolonizados de África y Asia, donde el comunismo tenía gran fuerza y donde se vivieron conflictos como la Emergencia Malaya o la guerra de Indochina, también conocida como guerra de Vietnam. 
Después de la crisis de los misiles cubanos, comenzó una nueva fase que vio cómo la ruptura sino-soviética —entre la República Popular China y la URSS— complicaba las relaciones dentro de la esfera comunista, mientras que Francia, aliado de los Estados Unidos, comenzó a exigir una mayor autonomía de acción, llegando incluso a abandonar la estructura militar de la OTAN. La URSS invadió Checoslovaquia para reprimir la Primavera de Praga de 1968, mientras que Estados Unidos experimentó una agitación interna del movimiento de derechos civiles y oposición a la guerra de Vietnam. En las décadas de 1960 y 1970, un movimiento internacional por la paz se arraigó entre los ciudadanos de todo el mundo. Se produjeron movimientos contra las pruebas de armas nucleares y por el desarme nuclear, con grandes protestas contra la guerra. En la década de 1970 ambos comenzaron a hacer concesiones para la paz y la seguridad, marcando el comienzo de un período de distensión (o détente) que vio las conversaciones estratégicas de limitación de armas y las relaciones de apertura de los Estados Unidos con la República Popular China como un contrapeso estratégico para la URSS.  
Simultáneamente Estados Unidos desarrolló la Doctrina de la Seguridad Nacional, para prevenir «la expansión del comunismo» y promover en América Latina, a través del Plan Cóndor, la instalación de dictaduras militares que reprimieran mediante el terrorismo de Estado, los movimientos políticos, sociales, sindicales y estudiantiles de sus habitantes. 
| Ámbito               | Unión Soviética | Estados Unidos |
| -------------------- | --- | --- |
| Política             | Fuerte Estado comunista. Puesto permanente en el Consejo de Seguridad de las Naciones Unidas. Sólidos vínculos con Europa oriental y el mundo en desarrollo. Fuertes vínculos con los movimientos anticolonialistas y con los partidos laboristas, socialistas y comunistas. | Fuerte Estado capitalista con una democracia liberal. Puesto permanente en el Consejo de Seguridad de la ONU más dos aliados con escaños permanentes. Fuertes lazos con Europa occidental, América Latina, Mancomunidad de Naciones, y varios países de Asia oriental. |
| Geografía            | País más grande del mundo, con una superficie de 22,27 millones de km² | Cuarto país más grande del mundo, con una superficie de aproximadamente 9,37 millones de km². |
| Cultura y diplomacia | Ejerce influencia a través de estados socialistas y gobiernos populares de izquierda de carácter socialista, así como a través de organizaciones de diverso corte en todo el mundo, desde partidos laboristas a fuerzas paramilitares revolucionarias. Rico patrimonio cultural. | Ejerce influencia mediante el apoyo a dictaduras de derecha en países subdesarrollados y en países desarrollados de carácter capitalista y neoliberal. La “Americanización” ejerce influencia en cuanto a música, televisión, películas propagandísticas, y moda. |
| Militar              | Segunda Potencia militar del Mundo: Presencia de tierra - Las fuerzas armadas terrestres más grandes del mundo y la mayor fuerza aérea del mundo durante la década de 1980. Una de las más fuertes armadas del mundo. El arsenal más grande del mundo de armas nucleares para la segunda mitad de la Guerra Fría. Rigurosidad y fortaleza de la red Global de inteligencia (KGB). Aliados en Europa oriental (Pacto de Varsovia). | Primera Potencia militar del Mundo: Esencialmente bases militares-navales avanzadas con el más alto gasto militar en el mundo. Marina más grande del mundo con mayor número de portaaviones, y con bases de todo el mundo, en particular un “anillo” incompleto bordeando el Pacto de Varsovia hacia el Oeste, Sur, y Oriente. Arsenal nuclear más grande del mundo durante la primera mitad de la Guerra Fría. El segundo mayor ejército del mundo. Una de las dos mayores fuerzas aéreas del mundo. Poderosos aliados militares en Europa occidental (OTAN) con su propia capacidad nuclear. Posee rigurosidad y fortaleza de la red Global de inteligencia (CIA). |
| Economía             | Segunda economía más grande del mundo. Enormes recursos minerales y de energía, y grandes zonas agrícolas. En gran medida autosuficiente. Marxista, la teoría económica se basa principalmente en la producción: la producción industrial centralizada, y dirigida por los órganos estatales. Aliados en todo el mundo (CAME) | Economía más grande del mundo, con grandes recursos minerales, recursos energéticos, metales, y madera. Gran modernización de la agricultura y la industria, y muy buena base industrial. El dólar estadounidense es la moneda de reserva dominante en el mundo, a través del Acuerdo de Bretton Woods. Occidental, la teoría económica, basada en la oferta y la demanda: la producción determinada por las necesidades de los clientes. Aliado de las principales economías (G7). |
| Demografía           | Tenía una población de 286,7 millones en 1989, en ese momento la tercera más grande en nuestro planeta detrás de China e India. | Tenía una población de 248,7 millones en 1990, en ese momento la cuarta más grande en el planeta. |

### Descolonización

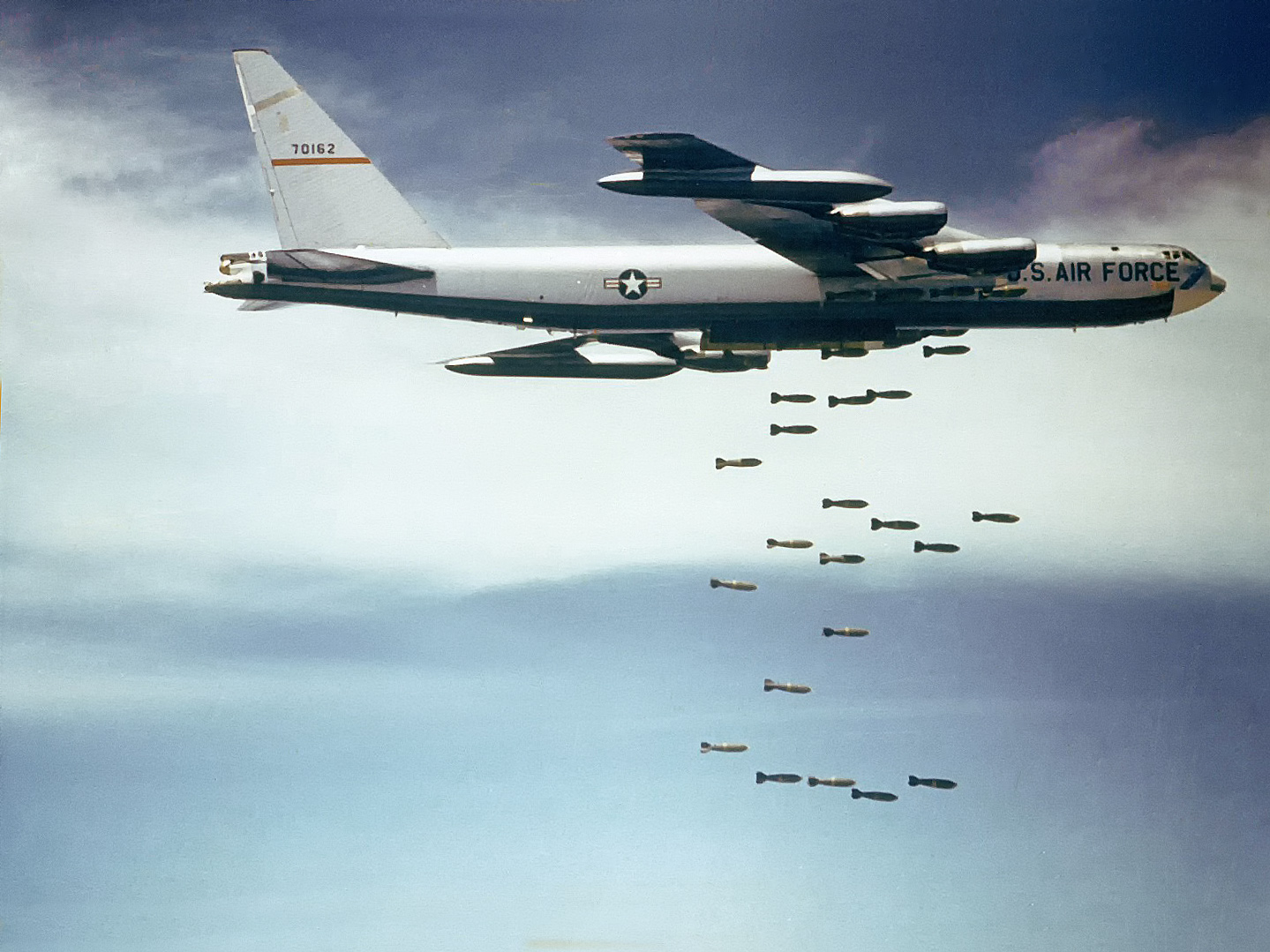
Bombardeo durante la Guerra de Vietnam. Estados Unidos heredó de Francia una guerra de descolonización que convirtió en una guerra ideológica.

Esquema sobre la Partición de la India (1947).

El Imperio colonial francés comenzó a hundirse durante la Segunda Guerra Mundial, cuando las diferentes partes de su imperio fueron ocupadas por potencias extranjeras (Japón en Indochina, el Reino Unido a Siria, Líbano y Madagascar, Estados Unidos y Reino Unido en el Marruecos y Argelia, y Alemania e Italia, en Túnez). Pero, el control fue restablecido gradualmente por Charles de Gaulle. La Unión Francesa, incluida en la Constitución de 1946, sustituyó al antiguo imperio colonial, pero los funcionarios de París mantuvieron el control total. Las colonias recibieron asambleas locales con solo poder y presupuestos locales limitados. Surgió un grupo de élites, conocidas como evolués, que eran nativas de los territorios de ultramar pero vivían en la Francia metropolitana.
Sin embargo, Francia se enfrentó inmediatamente con los inicios del movimiento de descolonización. En Asia, el Viet-Minh de Ho Chi Minh declaró la independencia del Vietnam, a partir de la Guerra franco-vietnamita. En Camerún, la Unión de los Pueblos de la insurrección de Camerún, se inició en 1955 y dirigido por Ruben Um Nyobe, fue violentamente reprimida. 

### Periodo posterior a la Guerra Fría

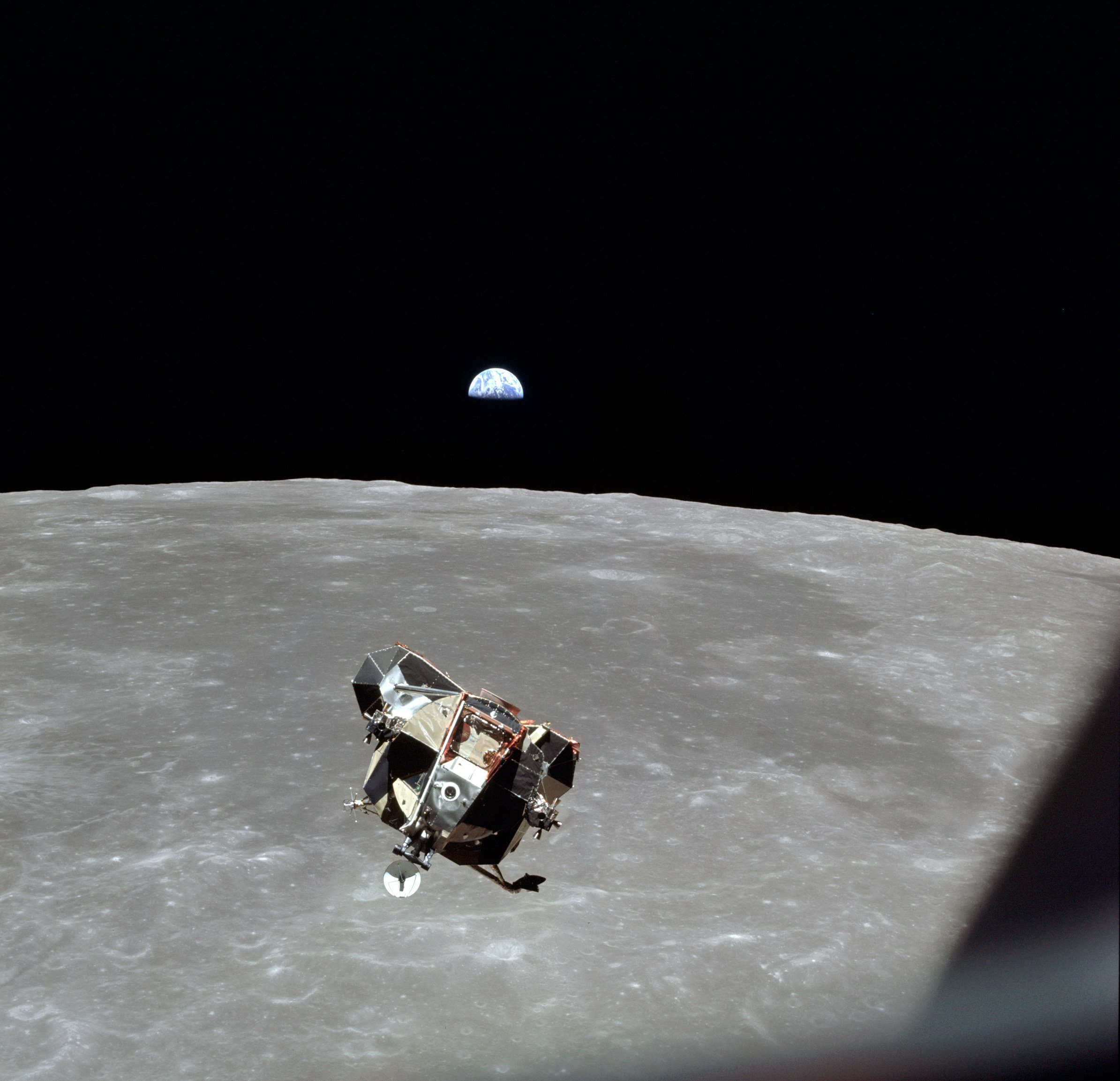
El poderío tecnológico y militar de Estados Unidos es una de las claves para comprender como se ha convertido en una superpotencia, en la imagen, el módulo lunar del Apolo 11.

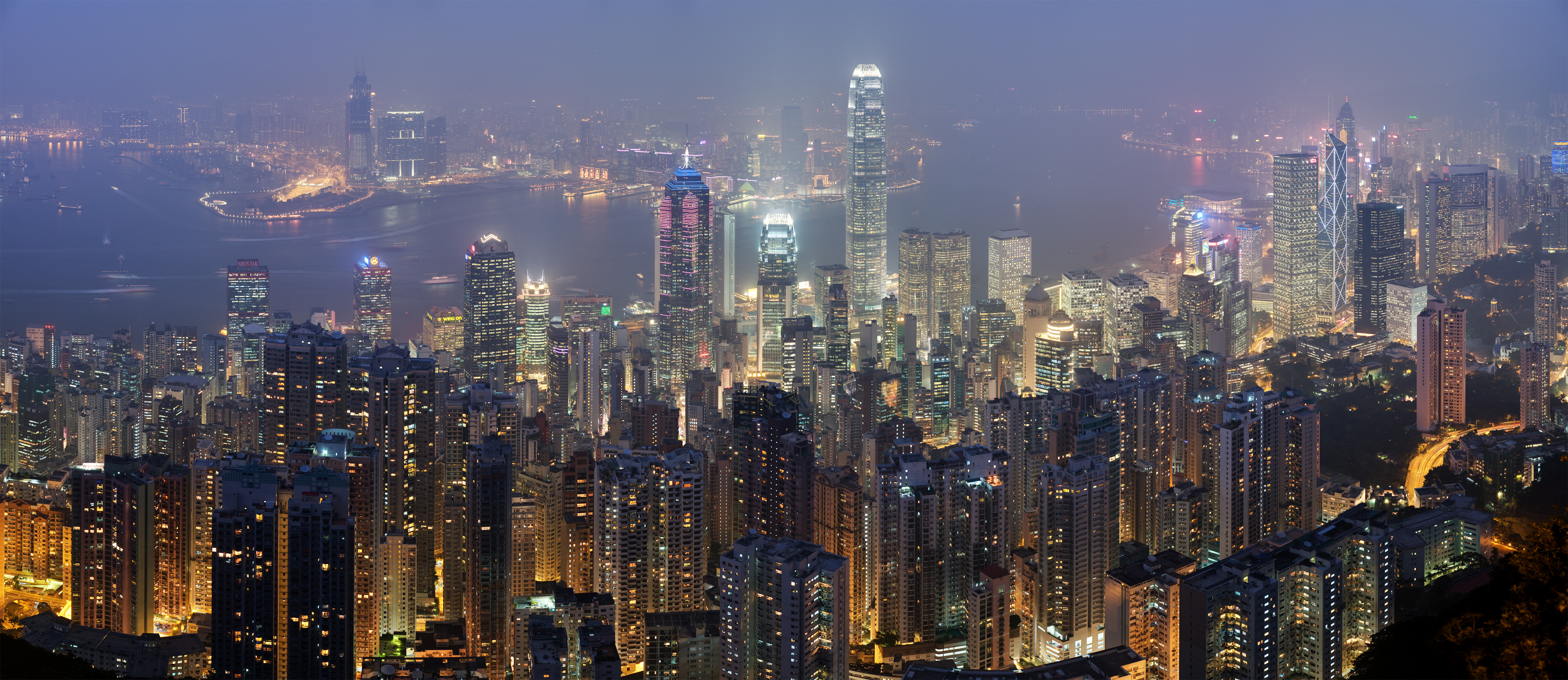
Desde la integración de Hong Kong, la economía china ha sido la que más ha crecido en la década de los 2000, amenazando la superioridad de Estados Unidos.

La Posguerra fría comenzó tras el colapso definitivo de la Unión Soviética el 25 de diciembre de 1991. La Guerra Fría, más una confrontación ideológica y geopolítica que un conflicto bélico directo, estuvo marcada por tensiones globales y guerras indirectas. Aunque algunos académicos señalan momentos clave como el Tratado INF de 1987 o las Revoluciones de 1989 como el fin simbólico de la Guerra Fría, la disolución de la URSS en 1991 es considerada su conclusión definitiva. Este cierre del ciclo representó la victoria del modelo democrático y capitalista, consolidando el liderazgo de Estados Unidos y, en menor medida, de la Unión Europea. También impulsó el ascenso de nuevas potencias como China e India. La democracia, vista como un valor universal, pasó a ser la piedra angular de las estructuras políticas de muchos países.
La era ha estado dominada principalmente por el auge de la globalización (así como el nacionalismo y el populismo como reacción) posibilitado por la comercialización de Internet y el crecimiento del sistema de telefonía móvil. La ideología del posmodernismo y el relativismo cultural, según algunos estudiosos, ha reemplazado al modernismo y las nociones de progreso e ideología absolutos. La era de la posguerra fría ha permitido que se preste una atención renovada a cuestiones que fueron ignoradas durante la Guerra Fría, la cual ha allanado el camino para los movimientos nacionalistas y el internacionalismo. Después de las crisis nucleares de la Guerra Fría, muchas naciones encontraron necesario discutir una nueva forma de orden internacional e internacionalismo, donde los países cooperaban entre sí en lugar de utilizar tácticas de miedo nuclear.
Este período ha visto a Estados Unidos convertirse en el país más poderoso del mundo y el ascenso de China de un país en desarrollo relativamente débil a una superpotencia potencial incipiente. En respuesta al ascenso de China, Estados Unidos ha buscado estratégicamente "reequilibrar" la región de Asia-Pacífico. También ha visto la fusión de la mayor parte de Europa en una sola economía y un cambio de poder de las economías del G7 al más grande G20. Junto con la expansión de la OTAN, se instalaron sistemas de Defensa contra Misiles Balísticos (BMD) en Europa del Este. Estos marcaron pasos importantes en la globalización militar.
Nueva Guerra Fría
Nueva Guerra Fría, Segunda Guerra Fría o Guerra Fría 2.0 (en inglés: New Cold War, también referida como Cold War II, Cold War Redux o Cold War 2.0) son términos utilizados —como paralelismo a la Guerra Fría entre 1945 y 1991— para designar lo que se interpreta como un conflicto político, ideológico, informativo, social y militar en el siglo XXI, lo cual terminó la llamada era post-Guerra Fría. Desde esta visión, se verían las tensiones entre potencias como estructuradas dentro de grandes bloques de poder geopolíticos opuestos; en uno se encontraría Occidente, liderado principalmente por Estados Unidos y Reino Unido, así como en menor medida también por la Unión Europea (partidarios del poder blando y de un orden mundial unipolar) y el otro, Oriente, que estaría liderado principalmente por China y por Rusia (partidarios del poder duro y de un orden mundial multipolar). Se incluyen acciones propias de guerra híbrida (como los ciberataques) y guerras subsidiarias (como Libia, Siria, Ucrania o Irán). La rivalidad, además de geopolítica, también sería de carácter económico, militar, cultural y tecnológico.
El conflicto se evidenció a raíz de la invasión de Irak de 2003, para la cual Estados Unidos desplegó bases militares en los países de Asia Central, anteriormente bajo la influencia rusa, los cuales son ricos en gas y petróleo. Occidente desarrolló a su vez políticas tendientes a permitir la ampliación de la OTAN para incluir varios Estados postsoviéticos que compartían frontera con Rusia. En respuesta, y para lograr una forma de equilibrio, Rusia hizo una serie de maniobras en las que contribuyó el hecho de que la guerra de Irak generó un alza en los precios del gas natural y del petróleo, fortaleciendo a Rusia puesto que era una de los más grandes productores de ambos recursos. El país desarrolló lazos de cooperación con China y otros estados de Asia dentro del marco de la Organización de Cooperación de Shanghái, con el objeto de proteger sus intereses energéticos.
En un discurso en febrero de 2007, el presidente ruso Vladímir Putin acusó a los Estados Unidos de «arrojar al mundo en un abismo de conflictos permanentes» e intentar crear un «mundo unipolar» gobernado por Washington. Esta declaración fue la respuesta a las medidas tomadas en Washington para instalar un escudo antimisiles que según Estados Unidos no tenía la intención de apuntar a Rusia sino la de defender a Europa de ataques provenientes de Corea del Norte e Irán. Esta explicación no satisfizo a Rusia que vio los intentos estadounidenses de expandir la OTAN como parte de una política para contener y rodear a Rusia.
Tras la adhesión de Crimea a Rusia en 2014, Rusia invadió Ucrania en 2022 con el casus belli de la violación de los Tratados de Minsk, la posible adhesión de Ucrania a la OTAN, la, según Vladímir Putin, «nazificación» de Ucrania y un presunto genocidio en el Dombás.